# 마티야 나스타시치
마티야 나스타시치(세르비아어: Матија Настасић, Matija Nastasić, 1993년 3월 28일 ~ )는 현재 레가네스에서 중앙 수비수로 뛰고 있으며 세르비아 국가대표로 활약하고 있는 세르비아의 축구 선수이다. 장점은 훌륭한 패스의 범위, 스피드, 그리고 평정심을 높게 살수 있다.

## 클럽 경력

### 파르티잔
나스타시치는 파르티잔 유스아카데미 출신이다. 파르티잔의 1군으로서 출전을 할 수 없었기 때문에, 그는 세르비아 2부 리그인 텔레옵티크로 임대로 보내졌다. 어린 나이임에도 21경기에 출전하면서 나스타시치는 피오렌티나 감독(판탈리오 코르비노)의 눈길을 사로잡았고, 약 €2.5m (한화기준 약 35억) 에 피오렌티나로 이적되었다.

### 피오렌티나
나스타시치는 피오렌티나의 유스에서 약간 활약하기도 했지만, 1군 선수의 확고한 센터백의 부족과 출전정지 및 부상 때문에, 거의 그는 1군 팀에서 훈련하였다. 그의 세리에 A의 데뷔 경기는 2011년 9월 11일에 치러졌던 볼로냐를 상대로 2:0으로 승리하였던 경기이다. 나스타시치는 그 시즌에 26번의 경기를 뛸수 있었지만 그의 실력을 이탈리아 축구팀과 세계 축구팀에게 알리기에 충분하였다. 특히 AC밀란과의 경기에서 나스타시치의 가치가 돋보였다. 나스타시치의 재능은 맨체스터 시티로 하여금 €15m(한화기준 약 213억)과 더불어 스테판 사비치를 교환조건에 내걸어 그를 영입하도록 이끌었다.

### 맨체스터 시티
나스타시치는 맨체스터 2017년 6월 30일 만기까지의 5년 계약을 하였다. 나스타시치의 데뷔 경기는 2012년 9월 18일 치러졌던 레알마드리드와의 챔피언스 리그였다. 나스타시치의 프리미어 리그 데뷔는 같은해 9월 29일에 치러졌던 풀럼과의 경기였다. 처음에는 다소 불안한 모습을 보여주었지만 점차 안정적으로 되면서 팬들의 사랑을 받고있다. 이번 시즌 나스타시치는 레스콧의 중앙 수비수 주전 자리를 압박할 정도의 실력을 보여주고 있다.

## 경력 통계
| 클럽      | 클럽         | 클럽          | 리그 | 리그 | 컵           | 컵           | 리그컵  | 리그컵  | 유럽대회 | 유럽대회 | 토탈 | 토탈 |
| 시즌      | 클럽         | 리그          | 출전 | 골   | 출전         | 골           | 출전    | 골      | 출전     | 골       | 출전 | 골   |
| 이탈리아  | 이탈리아     | 이탈리아      | 리그 | 리그 | 코파이탈리아 | 코파이탈리아 | 리그 컵 | 리그 컵 | 유럽대회 | 유럽대회 | 토탈 | 토탈 |
| --------- | ------------ | ------------- | ---- | ---- | ------------ | ------------ | ------- | ------- | -------- | -------- | ---- | ---- |
| 2011–12   | 피오렌티나   | 세리에 A      | 25   | 2    | 2            | 0            | –       | –       | 0        | 0        | 27   | 2    |
| 2012–13   | 피오렌티나   | 세리에 A      | 1    | 0    | 1            | 0            | –       | –       | 0        | 0        | 2    | 0    |
| 잉글랜드  | 잉글랜드     | 잉글랜드      | 리그 | 리그 | FA 컵        | FA 컵        | 리그 컵 | 리그 컵 | 유럽대회 | 유럽대회 | 토탈 | 토탈 |
| 2012–13   | 맨체스터시티 | 프리미어 리그 | 18   | 0    | 1            | 0            | 1       | 0       | 5        | 0        | 25   | 0    |
|           |              |               | 리그 | 리그 | 컵           | 컵           | 리그컵  | 리그컵  | 유럽대회 | 유럽대회 | 토탈 | 토탈 |
| 토탈      | 이탈리아     | 이탈리아      | 26   | 2    | 3            | 0            | –       | –       | 0        | 0        | 29   | 2    |
| 토탈      | 잉글랜드     | 잉글랜드      | 18   | 0    | 1            | 0            | 1       | 0       | 5        | 0        | 25   | 0    |
| 경력 총합 | 경력 총합    | 경력 총합     | 44   | 2    | 4            | 0            | 1       | 0       | 5        | 0        | 54   | 2    |